# Exposition Universelle, Pariz 1855.
Exposition Universelle 1855. bio je naziv druge Svjetske izložbe održane na Marsovim poljanama u Parizu od 15. svibnja do 15. studenog 1855. godine. Puni naziv ove manifestacije bio je  Exposition Universelle des produits de l'Agriculture, de l'Industrie et des Beaux-Arts de Paris 1855.
Ova izložba bio je najvažniji događaj u Francuskoj u doba vladavine cara Napoleona III.
Po svemu je trebala nadmašiti prethodnu londonsku Veliku izložbu (Great Exhibition iz 1851.) pa je tako i velebna izložbena dvorana Palača Industrije (Palais d'Industrie) trebala nadmašiti londonsku Crystal Palace. Dvorana je podignuta 1855. po projektima Jean-Marie-Victor Viela i Alexandre Barraulta, a srušena je 1897. da napravi mjesto za budući Grand Palais za Svjetsku izložbu 1900.
Po službenim izvješćima izložbu je posjetilo 5 162 330 posjetitelja, od čega je 4,2 milijuna posjetilo industrijsku izložbu, a 0,9 milijuna umjetnički dio priredbe (Beaux Arts exposition). Izložba je održana na površini od 16 hektara (39 akri) s 34 zemlje sudionice.
Zbog same priredbe, Napoleon III. naložio je da se napravi sustav klasificiranja najboljih francuskih vina ( zapravo samo vina iz Bordeauxa ), to je nakraju dovelo do značajnog zakona o klasifikaciji Bordoških vina iz 1855. 
Od svih izložbenih prostora, danas je ostala samo zgrada théâtre du Rond-point des Champs-Élysées, kojeg je projektirao arhitekt Gabriel Davioud u kojem je održana francuska izložba  (Panorama National).

## Vanjske poveznice
- Službeno izvješće s exposition universelle iz 1855. (Izvješće iz 1856. na francuskom)
- Fanfare za Novo Carstvo
- Muzej Expo